# Кампо Романо (Виченца)
Кампо Романо је насеље у Италији у округу Виченца, региону Венето.
Према процени из 2011. у насељу је живело 35 становника. Насеље се налази на надморској висини од 167 м.